# Curt Thomalla
Curt Robert Viktor Thomalla (ur. 12 lipca 1890 we Friedlandzie, zm. 3 marca 1939 w Berlinie) – niemiecki lekarz neurolog i psychiatra, reżyser i scenarzysta filmów edukacyjnych i propagandowych, referent w Ministerstwie Oświecenia Narodowego i Propagandy Rzeszy.

## Życiorys
Urodził się we Friedlandzie (obecnie Korfantów) jako syn lekarza, radcy medycznego Roberta Thomalli i Elli z domu Raabe. Uczęszczał do gimnazjum w Berlinie (Bismarck-Gymnasium) i Wałbrzychu, rozpoczął studia prawnicze, niedługo potem zmienił jednak kierunek studiów na medycynę. Studia medyczne odbył na Uniwersytecie w Lozannie, Uniwersytecie Chrystiana Albrechta w Kilonii, Uniwersytecie Juliusza i Maksymiliana w Würzburgu, Uniwersytecie Fryderyka i Aleksandra w Erlangen oraz Śląskim Uniwersytecie Fryderyka Wilhelma we Wrocławiu. W grudniu 1915 roku we Wrocławiu zdał egzaminy państwowe (Staatexamen). W 1916 roku otrzymał tytuł doktora medycyny i podjął pracę w tamtejszej klinice psychiatrycznej, gdzie po raz pierwszy pracował nad edukacyjnymi filmami medycznymi. Przez kolejne trzy lata specjalizował się w neurologii i psychiatrii.
Jeszcze podczas studiów, jako jednoroczniak-ochotnik służył w 10. Bawarskim Pułku Artylerii Polowej w Erlangen. Podczas I wojny światowej zmobilizowany do 3. Rezerwowego Pułku Piechoty, uczestniczył w walkach w Argonnach, pod Verdun, w Szampanii, był ciężko ranny w bitwie pod Loretto. Odznaczony Krzyżem Żelaznym II klasy (październik 1914) i Krzyżem Żelaznym I klasy (maj 1916).
W 1918 objął kierownictwo archiwum filmów medycznych wytwórni UFA. Jako pierwszy wprowadził do niemieckich filmów edukacyjnych dramaturgię filmów fabularnych, co znacznie zwiększyło ich popularność i efektywność. Później te same zabiegi stosował w filmach o propagandowym charakterze, a jego filmy popularyzowały idee eugeniki i higieny rasowej. W latach 30. proponował, by każdy obywatel Rzeszy posiadał „paszport zdrowotny” (Gesundheitspass) zawierający informacje o zdrowiu „genetycznym” i „rasowym”.
Był jednym z doradców Goebbelsa w Ministerstwie Oświecenia Narodowego i Propagandy Rzeszy. Należał do Zrzeszenia Pisarzy Niemieckich (Reichsverband deutscher Schriftsteller). Założyciel czasopisma „Kampf der Gefahr! Monatsblätter für Schadenverhütung”.
W 1938 został mianowany przez Hitlera starszym radcą rządowym (Oberregierungsrat). W 1939 został zdemaskowany jako rzekomy agent obcego wywiadu. Na początku marca w niejasnych okolicznościach popełnił samobójstwo. Według pamiętników Goebbelsa otruł się gazem razem z sekretarką, z którą miał romans. Pochowany został na Cmentarzu Osobowickim we Wrocławiu.
26 lipca 1917 roku we Wrocławiu ożenił się z Gerdą von Samson-Himmelstjerna (ur. 1896), córką lekarza Jakoba Paula von Samson-Himmelstjerny (1859-1918) i Mary Morley (1866-1932). Mieli dwie córki, Ursule Irene zam. Klampen (ur. 1918) i Karin zamężną Plötz (1922).

## Prace
Artykuły
- Erlebnisse und Beobachtungen im Felde. Münchener Medizinische Wochenschrift 61, s. 2150, 1914
- Ein Fall von Torsionsspasmus mit Sektionsbefund und seine Beziehungen zur Athétose double, Wilsonschen Krankheit und Pseudosklerose[13]. 1918
- Ein medizinisches Filmarchiv. Berliner klinische Wochenschrift 55, s. 1052, 1918
- Die Verwertungsmöglichkeit des medizinischen Lehrfilms. W: Das medizinische Filmarchiv. Berlin: Eigenverlag, 1919 ss. 14-29
- Wissenschaftliche Kinematographie. Berliner klinische Wochenschrift 56, ss. 321-325, 1919
- Verwertungsmöglichkeiten des medizinschen Lehrfilms. Wien. klin. Wchnschr. 32, ss. 883-886, 1919
- Ein psychiatrisch-neurologisches Filmarchiv[14]. 1921
- Hygiene und soziale Medizin im Volksbelehrungsfilm. Zeitschrift für Medizinalbeamte und Krankenhausärzte 21/23, ss. 589-593, 606-610, 631-635, 1922
- Steinachs Forschungen und Theorien im Lehrfilm. Zeitschrift für ärztliche Fortbildung 20, ss. 52-56, 1923
- Fortschritte der medizinischen Kinematographie. Der Bildwart 1 (4/5), ss. 119-124, 1923
- Vom medizinischen Lehrfilm zum Steinach-Film: Ein Stückchen Geschichte der Kinematographie. Der Bildwart 1 (4/5), ss. 170-171 (1923)
- Medizin und Arzt im Spielfilm. Der Kinematograph, 805, 1923
- Hypnose und Suggestion im Bilde. Die Gartenlaube. Illustriertes Familienblatt, 1924
- Arzt und Film. Das Kulturfilmbuch. Berlin: Carl P. Chryselius'scher Verlag, 1924 ss. 217-222
- Bienen als Filmarchitekten. Die Umschau, 1924
- Vom Werdegang des medizinischen Lehrfilms. Der Bildwart 3 (11), ss. 776-781, 1925
- „Der Kulturfilm” W: Das grosse Bilderbuch des Films. Berlin: Filmkurier, 1925 ss. 23-27
- Milch ist Trumpf. Sechs Milch-Filme. Der Bildwart (5), ss. 81-85, 1927
- Aus den Memoiren des deutschen Lehrfilms. Film-Kurier 9 (246) (18.10.1927)
- Ist Krebs eine anstekkende Krankheit. Zeitschrift für Desinfektions- und Gesundheitswesen 20, ss. 138-140, 1928
- Lügenbeeren. Ärztliche Mitteilungen 29, 8-12, 1928
- Die Entwicklung des medizinischen und hygienischen Lehr- und Kulturfilms in Deutschland. Internationale Lehrfilmschau (4), ss. 468-484, 1929
- Die Verwertung der Hochfrequenzkinematographie. Kosmos 17/18, s. 6, 1931
- Gibt es eine chronische Kohlenoxydgas-Vergiftung. Fortsch. Med. 50, ss. 827-829, 1932
- The Sterilization Law in Germany. The Scientific American 126 (September 1934)
- The Sterilization Law in Germany. Eugenical News 19, s. 137 (November-December 1934)
- Der Schutz des deutschen Blutes und der Ehre. Unser Wille und Weg: Monatsblätter der Reichspropaganda-Leitung der NSDAP 7, ss. 305-309, 1937

Książki, monografie, broszury
- Radialislähmung und Sehnenplastik. Breslau, 1916
- Lorettoschlacht: Erinnerungen aus dem Felde von Curt Thomalla. Mit Zeichnungen von Max Bürger. Herm. Schaffstein, 1918
- Der wissenschaftliche Lehrfilm in der Geburtshilfe und Gynäkologie. Berlin: Med Filmarchiv d Kulturabt d Ufa, 1920 22 ss.
- Innere Sekretion; Probleme der Blutdrüsen und Verjüngung. Leipzig: C. Kabitzsch, 1925
- Curt Thomalla, Curt Adam: Falsche Scham. Berlin: Film-Bücherei, 1926
- Kopf hoch!: Das Büchlein vom gesunden Leben. Verl. d. Deutschen Schülerbibliothek, 1926
- Eberhard Schur, Curt Thomalla, Karl Hamel. Seine Majestät das Kind: Ein Ratgeber für  Mütter, solche, die es werden wollen, und alle, die das Kind lieben. Berlin: Eigenbrödler-Verlag, 1928.
- Gesundheits-Paß. Berlin: Schadenverhütung Verl. Ges., 1931
- Der Zweibändermann: Roman. Leipzig: Quelle & Meyer, 1932
- Warum Bevölkerungspolitik? Eine deutsche Schicksalsfrage. Stuttgart: Franckh., 1934
- Die kommende Generation klagt an! Berlin, 1935
- Gesund sein – Gesund bleiben. Ein volkstümliches Hausbuch für den gesunden und kranken Menschen. Berlin: FW Peters, 1936
- Gesunde Eltern – gesunde Kinder! Einziges parteiamtliches Lichtbildvortragsmaterial der Reichspropagandaleitung der NSDAP. Dt. Lichtbild-Dienst, 1936

## Filmografia
Scenariusz
- Falsche Scham – Vier Episoden aus dem Leben eines Arztes (1926) reż. Rudolf Biebrach
- Das Erwachen des Weibes (1926) reż. Fred Sauer
- Die Biene Maja und ihre Abenteuer (1926) reż. Wolfram Junghans
- Der Fluch der Vererbung (1927) reż. Adolf Trotz